# Johannes XXIII. (Gegenpapst)

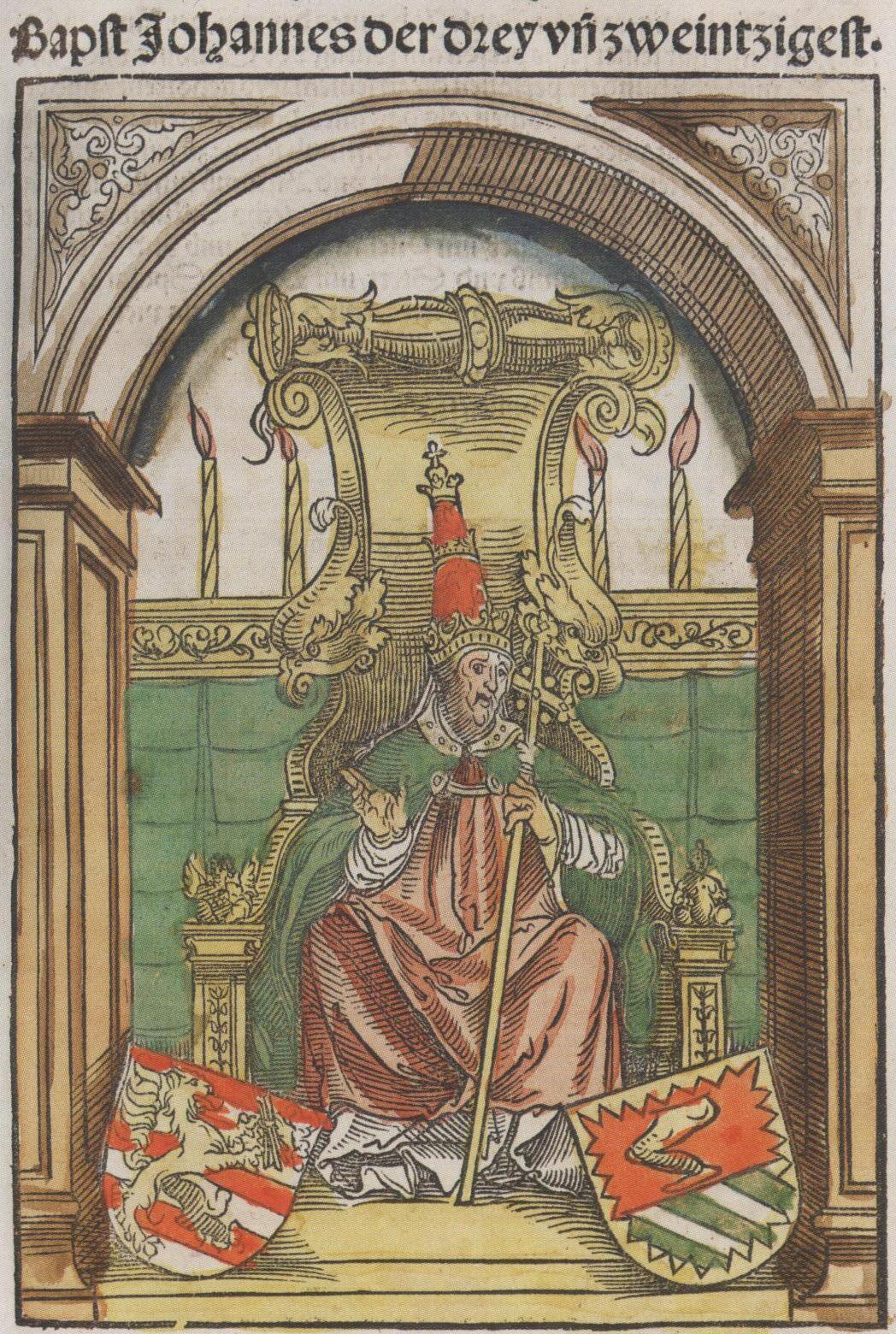
Johannes XXIII. (Gegenpapst) in der zeitgenössischen Konstanzer Konzilschronik von Ulrich Richental

Wappen des Gegenpapstes Johannes XXIII., moderne Nachzeichnung

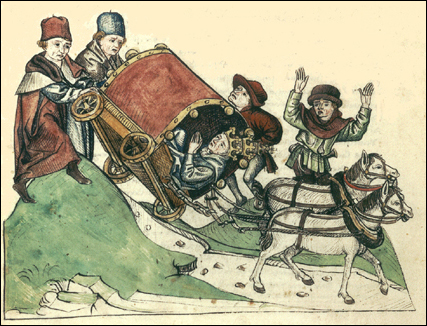
Sturz Johannes’ XXIII. auf der Fahrt zum Konstanzer Konzil (Richental-Chronik)

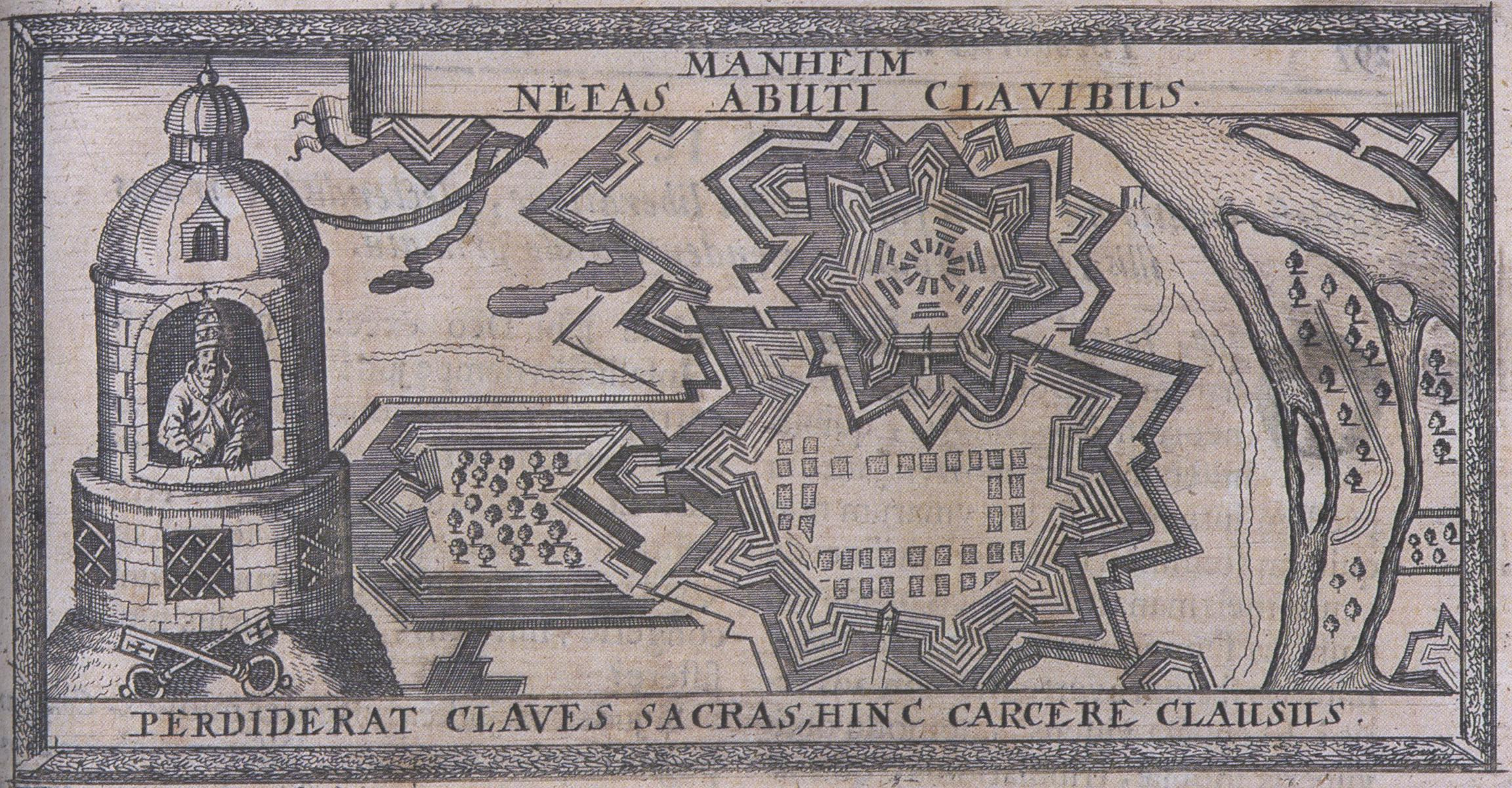
Johannes XXIII.(Gegenpapst) in der Haft zu Mannheim, Stich, 1697

Johannes XXIII. (* um 1370 in Neapel; † 22. oder 27. Dezember 1419 in Florenz), geboren als Baldassare Cossa, amtierte von 1410 bis 1415 als Gegenpapst.
Als Sohn des Grafen von Troia war Cossa zunächst Offizier, wurde als Laie Kardinal und erhielt später die geistlichen Weihen. In den letzten Jahren des Abendländischen Schismas, während dessen die Päpste in Rom und Avignon konkurrierende Ansprüche stellten, wurde er Nachfolger von Alexander V., der 1409 vom Konzil von Pisa als neuer Papst gewählt worden war. Damit gab es drei konkurrierende Päpste. Erst mit dem Konzil von Konstanz 1414–1418 konnte mit Martin V. ein neuer, allgemein anerkannter Papst gewählt werden. Johannes unterwarf sich 1419 dem neuen Papst und wurde für die letzten Monate seines Lebens zum Dekan des Kardinalskollegiums ernannt.

## Leben

### Frühes Wirken
Baldassare Cossa entstammte einer vornehmen Familie aus Neapel. Über seine frühe Zeit ist kaum etwas bekannt. Er studierte in Bologna, schlug zunächst eine militärische Laufbahn ein und wurde 1389 von Papst Bonifatius IX. – ebenfalls ein Neapolitaner – an die römische Kurie berufen. Ob Bonifatius mit Cossa verwandt war, wie öfter behauptet wird, steht nicht fest. Ein geistliches Amt bekleidete Cossa nicht, vielmehr erschöpfte sich seine Kurientätigkeit in Militär- und Verwaltungsaufgaben, umfasste gelegentlich aber auch die Vorbereitung simonistischer Geschäfte. Er war zunächst der Kämmerer des Papstes, wurde von ihm am 27. Februar 1402 zum Kardinal erhoben und dann als Vikar nach Bologna entsandt, das ihm von seiner Studienzeit her bekannt war. Er bewährte sich als hervorragender Sachwalter der päpstlichen Interessen, und die bedeutende Kommune kehrte völlig unter die Hoheit des römischen Papstes zurück. Zu dieser Zeit gab es nämlich zwei Päpste: den römischen, dem Cossa diente, und einen weiteren im französischen Avignon.
Sein Gönner Bonifatius IX. starb 1404. Ihm folgte Innozenz VII., der nur zwei Jahre regierte und schon 1406 starb. Danach wurde der 70-jährige Venezianer Angelo Correr als Gregor XII. zum Papst. Mit diesem überwarf sich Cossa 1408. Seither engagierte er sich für ein Konzil, von dem er sich einen neuen Papst erhoffte und das er nach seinen Vorstellungen zu beeinflussen suchte. Das weder vom römischen noch vom Avignoner Papst anerkannte Konzil konstituierte sich Anfang 1409 in Pisa und endete – hauptsächlich auf Betreiben von Cossa – am 26. Juni 1409 mit der Wahl eines dritten Kirchenoberhaupts,  des Pisaner Gegenpapstes Alexander V. Das zur Kircheneinheit einberufene Konzil hatte also aus der „verruchten Zweiheit eine verfluchte Dreiheit“ gemacht, wie es ein zeitgenössischer Traktat formulierte.

### Gegenpapsttum
Alexander V. regierte von Bologna aus, wo er am 3. Mai 1410 starb. Zum Nachfolger wählten seine Anhänger am 17. Mai 1410 Cossa, der als Papst den Namen Johannes XXIII. annahm. Die Behauptung, Cossa habe seinen Vorgänger ermorden lassen, kam bei der späteren Absetzung Johannes’ auf und wird heute als Verleumdung angesehen.
Cossa wurde am 24. Mai 1410 zum Priester und am folgenden Tag zum Bischof geweiht. Anschließend wurde er noch am selben Tag zum Papst gekrönt. Sitz seines Papsttums blieb zunächst Bologna, erst knapp ein Jahr später begab er sich nach einem Zwischenaufenthalt in Rom nach Lodi. Inzwischen wollte der seit 1411 regierende neue römisch-deutsche König Sigismund das dreifache Schisma beenden. Sigismund traf sich 1413 in Lodi mit Papst Johannes, der die Einberufung eines Konzils in Bologna vorschlug. Sigismund dagegen bestand auf Konstanz als Konzilsort und setzte sich durch.

### Konzil von Konstanz, Absetzung und Haft
Im Spätsommer 1414 brach Johannes XXIII. nach Konstanz auf. Sein Wagen stürzte bei der Anreise am Arlbergpass um, wobei ihm angeblich der zornige Schrei entfuhr: Hic iaceo in nomine diaboli („Hier liege ich in Teufels Namen!“) Im Hinblick auf sein weiteres Schicksal habe er angesichts der unwegsamen Bergstraßen zu seinen Begleitern gesagt: So fängt man Füchse.
Um seine Papstwürde zu erhalten, versuchte er zunächst durch seine Anhänger in Konstanz, die Absetzung der beiden Konkurrenten zu erreichen. Als dies misslang, und man auf die Neuwahl eines Papstes drängte, erklärte sich Johannes XXIII. bereit zurückzutreten, falls es die beiden anderen Päpste ihm gleich täten. Das Konzil feierte ihn für diese Bereitschaft. Doch hielt er sich nicht daran und flüchtete zur Erhaltung seiner Würde am 20. März 1415 verkleidet als Knappe des Herzogs Friedrich IV. von Österreich durch das Emmishofer Tor heimlich aus Konstanz. Die geplante Weiterreise nach Frankreich war ihm nicht möglich.
Sigismund ließ ihn am 29. April in Freiburg im Breisgau oder Breisach am Rhein gefangen nehmen und befahl dem Reichsvikar und Reichsrichter Kurfürst Ludwig III. von der Pfalz, ihn bis zur Wahl eines neuen Papstes zu inhaftieren. Er wurde nach Radolfzell gebracht, traf dort am 17. Mai 1415 ein, blieb hier 14 Tage und erhielt am 31. Mai 1415 seine vom Konzil ausgesprochene Absetzung. Dieser stimmte er zu und verzichtete damit auch formell auf sein Papstamt. Er wurde am 3. Juni 1415 im Schloss Gottlieben interniert. Von dort kam er aufs Heidelberger Schloss.
Kurfürst Ludwig III., ein religiös sehr engagierter Mann, verhandelte in Konstanz auch mit den Beauftragten des römischen Papstes Gregor XII. und brachte diesen dazu, am 4. Juli 1415 abzudanken. Man ernannte den Greis im Gegenzug zum päpstlichen Legaten auf Lebenszeit.
Am 11. November 1417 erfolgte in Konstanz die Wahl von Papst Martin V.; das Abendländische Schisma war damit beendet. Danach hob man die Haft gegen Johannes XXIII. auf; er erlangte seine Freiheit allerdings erst im Frühjahr 1419, da Kurfürst Ludwig III. ihn für die durch seine Flucht vom Konzil entstandenen Kosten haftbar machte und nur nach deren Begleichung ziehen ließ.
Über die Haftbedingungen beklagte sich der Gegenpapst – der laut Zeitzeugen ungewöhnlich groß war – wegen zu kleiner Betten, schmutziger Kleider, Gespötts und Kränkungen. Ein Beauftragter Kurfürst Ludwigs III. konstatierte, dass er „vielleicht nicht ganz standesgemäß behandelt“ wurde, aber erinnerte daran, dass er schließlich ein Gefangener gewesen sei.

### Kardinalbischof und Tod
Papst Martin V. begnadigte Cossa, der ihn in Florenz aufsuchte und sich ihm zu Füßen warf. Versöhnungsbereit ernannte er ihn daraufhin zum Kardinalbischof von Tusculum (heute Bistum Frascati) und zum Dekan des Kardinalskollegiums. Die geringe ihm noch verbleibende Lebensspanne verbrachte Cossa als Geläuterter. Er richtete sogar ein Mahnschreiben an seinen uneinsichtigen Rivalen Benedikt XIII. in Avignon, der in seinem Gegenpapsttum verharrte und es später durch vier Kardinäle sogar auszuweiten suchte. In dem Brief beschwor er den Avigneser, einzulenken und auf die Milde und Gerechtigkeit des neuen Papstes Martin V. zu vertrauen. Nur etwa ein halbes Jahr amtierte Cossa als Kardinalbischof und starb am 22. oder 27. Dezember 1419 in Florenz, wo man ihn im Baptisterium des Doms beisetzte. Giovanni di Bicci de’ Medici und sein Sohn Cosimo de’ Medici, die beide finanziell reichlich von seinem Papsttum profitiert hatten, ließen ihm dort ein prachtvolles Grabmal errichten.

## Historische Beurteilung

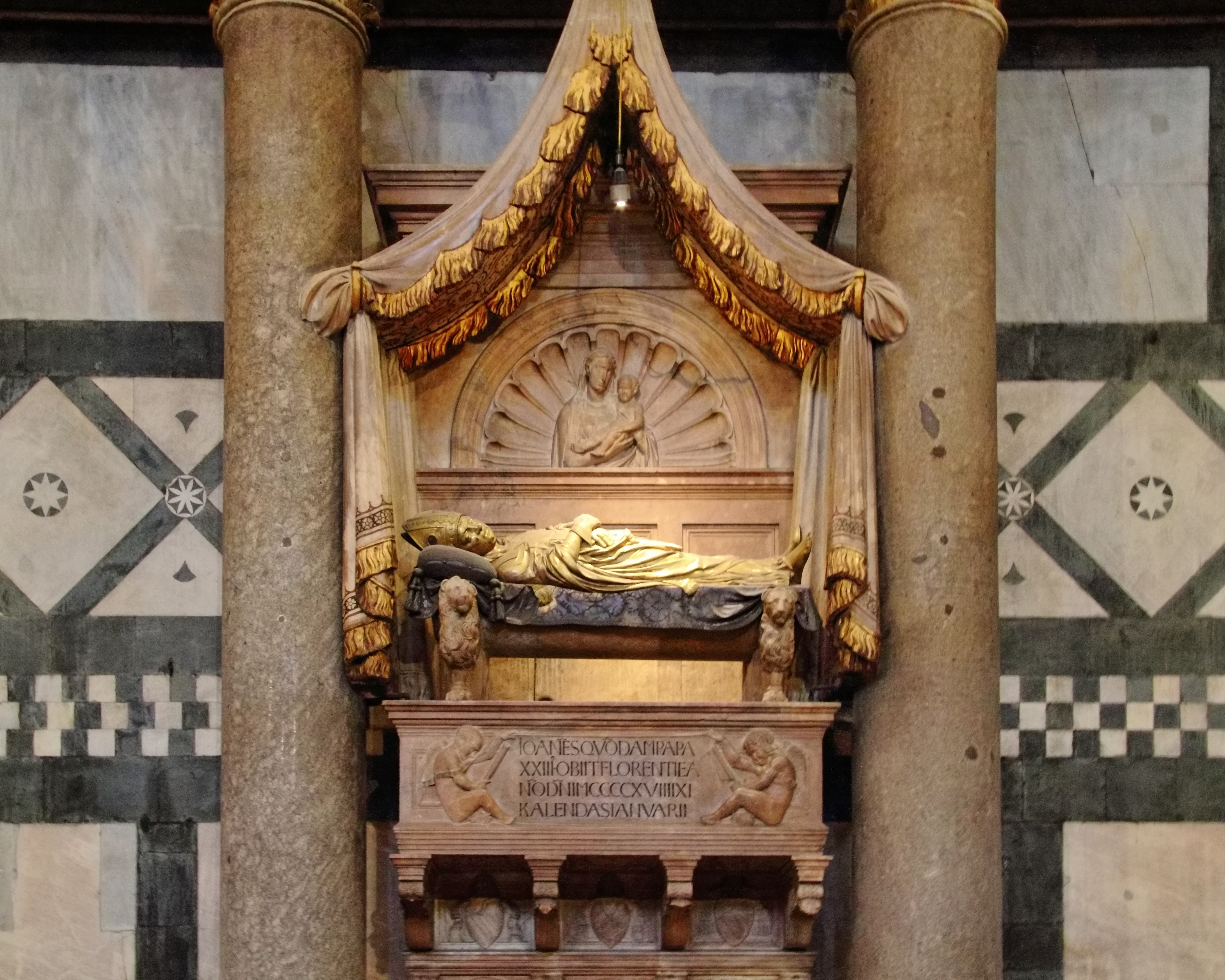
Grabmonument Johannes XXIII. in Florenz: IOAN[N]ES QUONDAM PAPA XXIII OBIIT FLORENTIE AN[N]O D[OMI]NI MCCCCXVIIII XI KALENDAS IANVARII („Johannes, einstmals Papst, der XXIII., er verstarb in Florenz im Jahre des Herrn 1419, am elften Tag vor den Kalenden des Januar“)

In der offiziellen Leseart der Kirche wurden die beiden Pisaner Päpste Alexander V. und Johannes XXIII. von Anfang an als Gegenpäpste betrachtet, auch wenn manche Papstlisten, Lexika und Geschichtswerke sie als legitim führten. Schon Martin V. wehrte sich vehement gegen den Grabspruch Johannes’ XXIII., den ihm die Florentiner hatten setzen lassen: „er war einmal Papst“. Der Pontifex beantragte vergeblich bei der Stadtregierung, diese Inschrift in „Kardinal aus Neapel“ zu ändern.
Gleiches gilt für die vom Heiligen Stuhl approbierten kirchengeschichtlichen Publikationen. Sowohl das Standardwerk „Wetzers und Weltes Kirchenlexikon“ ab 1847 als auch Kardinal Joseph Hergenröther in seiner dreibändigen Kirchengeschichte von 1876 vertreten diese Auffassung an mehreren Stellen.
Letztendlich nahm Angelo Giuseppe Roncalli bei seiner Papstwahl 1958 den Namen Johannes XXIII. an, den vor ihm schon Baldassare Cossa als Gegenpapst geführt hatte. Dies wäre nicht möglich gewesen, wenn die Kirche letzteren als legitimen Papst angesehen hätte. Roncalli selbst schrieb dazu bei seinem Amtsantritt:

„Zweiundzwanzig Päpste mit dem Namen Johannes sind von unbestrittener Legitimität. Fast alle hatten ein kurzes Pontifikat. Wir wollen die Geringheit Unseres Namens hinter dieser herrlichen Reihe römischer Päpste verbergen.“

Noch schwieriger ist es, nach dem langen zeitlichen Abstand seine Person charakterlich zu erfassen. Er war in moralischer Hinsicht ein typisches Kind seiner Zeit und mehr Militär bzw. Politiker als Geistlicher. Zum Zwecke seiner Absetzung erfand oder verschlimmerte man sicher viele Anschuldigungen vorsätzlich. Allein die Tatsache, dass ihn Papst Martin V. nach seiner Unterwerfung ohne Not zum Bischof und Dekan des Kardinalskollegiums einsetzte, ist ein Indiz dafür, dass seine Verfehlungen wohl nicht über die vieler zeitgenössischer Standesgenossen hinausgingen. Wetzers und Weltes Kirchenlexikon konstatiert in seiner Ausgabe von 1889:

„Von den Gegnern als moralisches Scheusal gebrandmarkt, wurde er von anderen mit Lob überhäuft. So sehr auch die Anschuldigungen, besonders in Konstanz übertrieben sein mögen, so bleiben doch die Flecken der Habsucht, Grausamkeit, Wollust und Gewalttätigkeit an ihm haften, Laster, die zum Teil in jener verderbten Zeit nicht besonders hoch angeschlagen wurden, zum Teil auch mit seiner früheren Stellung als Kriegsmann und Statthalter zusammenhingen und kein Gegengewicht in einer kirchlich-religiösen Gesinnung fanden.“

Sicherlich hat sich Kardinal Cossa am Ende durch die Haft und sein persönliches Schicksal auch gewandelt. Verlässliche Zeitzeugen belegen, dass er „trotz aller Widrigkeiten bis zuletzt eine beeindruckende Würde bewahrte“. Joseph Hergenröther stellte fest: 

„Man durfte ihm glauben, als er sagte, seit er die Tiara getragen, habe er keinen guten Tag mehr gehabt; er bewies eine Würde, die er früher nicht gezeigt.“